# Still Rüss-Rickenbach
Das Gebiet Still Rüss-Rickenbach ist eine Landschaft an der Reuss und ein 1992 ausgewiesenes Naturschutzgebiet in den Schweizer Kantonen Aargau und Zürich. Es umfasst eine schmale Auenlandschaft von nationaler Bedeutung an einer 6,5 Kilometer langen Flussstrecke im Unteren Reusstal mit Auwäldern, Altwässern und Feuchtgebieten in mehreren kleineren Schutzgebieten.
Das Areal «Still Rüss-Rickenbach» ist das grösste in einer Reihe von sieben Auenschutzgebieten am Unterlauf der Reuss. Es wird in der Weltdatenbank der Schutzgebiete (WDPA) unter der Objektnummer 148606 geführt und entspricht als Biotop- und Artenschutzgebiet der IUCN-Kategorie IV. Es ist ein wichtiges Element der Naturlandschaft in der geschützten Region «Reusslandschaft» des Bundesinventars der Landschaften und Naturdenkmäler von nationaler Bedeutung und liegt im grössten Projektgebiet des Auenschutzparks Aargau.

## Geografie
Das 208 Hektar grosse Schutzgebiet erstreckt sich über den Flussabschnitt der Reuss zwischen der Strassenbrücke von Rickenbach und der Brücke Rottenschwil–Unterlunkhofen. Dazwischen überqueren bei Ottenbach und Werd noch zwei weitere Brücken den Fluss.
Die Reuss hat in der langgezogenen Schwemmebene ein geringes Gefälle. Bei Rickenbach liegt die Bodenoberfläche auf der Höhe von 385 m und sinkt bis nach Rottenschwil nur um etwa fünf Meter. Südlich von Rickenbach, also flussaufwärts, liegt der obere Teil der Reussebene mit der Mündung der Lorze. In dieser Fläche liegt das Auenschutzgebiet «Ober Schachen – Rüssspitz» mit einem Teil der Maschwander Allmend, die im Bundesinventar der Moorlandschaften von besonderer Schönheit und von nationaler Bedeutung verzeichnet ist. Im Norden folgt flussabwärts an das Schutzgebiet «Still Rüss-Rickenbach» die geschützte Auenlandschaft «Rottenschwiler Moos» mit dem Gebiet des Flachsees.
Etwa fünf Sechstel der Fläche des Schutzgebiets befinden sich in den Aargauer Gemeinden Aristau, Jonen, Merenschwand, Oberlunkhofen, Rottenschwil und Unterlunkhofen und ein Sechstel in den Zürcher Gemeinden Obfelden und Ottenbach. Die Kantonsgrenze liegt im südlichen Abschnitt der Auenlandschaft mitten im Fluss.
Zwischen dem Flussraum, der durch Hochwasserschutzdämme und Verbauungen definiert ist, und den auf beiden Seiten anschliessenden Landwirtschaftsflächen liegen Reliktzonen der ursprünglichen Flussaue mit Feuchtgebieten, Wäldern und Stillgewässern. Neben älteren Dämmen aus dem 19. Jahrhundert folgen auf einigen Abschnitten neue, höhere Schutzdämme dem Flussgebiet; sie wurden im 20. Jahrhundert teilweise mit grösserem Abstand zum Fluss errichtet, um das Gebiet im Auwald als Überschwemmungsraum und Naturschutzfläche zu erhalten.
Von Osten erreichen mehrere Seitenbäche die Reuss: Bei Unterlunnern mündet der Lindenbach direkt in den Fluss, bei Ottenbach der Tobelbach in den Fabrikkanal der ehemaligen Mühle und Seidenweberei Ottenbach, nördlich davon der Grenzbach, bei Jonen der Jonenbach in den Fluss und bei Unterlunkhofen der Kanal der Alten Jonen mit dem Werderholzkanal sowie der Arnerbach. Das Wasser der Alten Jonen wird von der tiefer liegenden Fläche neben dem Fluss mit dem Pumpwerk «Werderhölzli» in die Reuss gehoben. Das ist auch bei allen Gewässern auf der linken Seite der Reuss nötig, wo die Ebene von Mühlau bis Rottenschwil bei den Reusskorrektionen des 19. und 20. Jahrhunderts durch Dämme vom Fluss getrennt wurde. Die zahlreichen Bäche und Entwässerungsrinnen münden hier in den elf Kilometer langen «Reusskanal», einen Binnenkanal, in dem sich das Oberflächen- und Drainagewasser sammelt, bevor es mit den zwei Pumpwerken «Schachen» und «Rottenschwil» in die Reuss geschöpft wird.

## Schutzgebiete
Das Auengebiet «Still Rüss-Rickenbach» ist durch das kantonale Reussuferschutzdekret vom 17. März 1966, die Auenschutzverordnung des Bundes vom 28. Oktober 1992 und die Verordnung über das Bundesinventar der Landschaften und Naturdenkmäler geschützt.
Im Auenschutzgebiet und an seiner Grenze befinden sich einige andere national bedeutende Schutzgebiete, die teilweise schon 1974 vom Kanton Aargau als Naturreservate festgelegt worden waren:
- Naturschutzgebiet Lunnergrien, ZH (Flachmoor)
- Naturschutzgebiet Oberschachen, AG (Amphibienlaichgebiet)
- Naturschutzgebiet Neuland, AG (Flachmoor)
- Naturschutzgebiet Ried Gmeimatt, ZH (Amphibienlaichgebiet)
- Naturschutzgebiet Bibelaas, ZH (Flachmoor)
- Naturschutzgebiet Gmeimatt, ZH (Flachmoor)
- Naturschutzgebiet Burenholz, AG (Flachmoor)
- Naturschutzgebiet Dorfrüti, AG (Amphibienlaichgebiet)
- Naturschutzgebiet Bremengrien, AG (Amphibienlaichgebiet)
- Naturschutzgebiet Rüssmatte Jonen, AG (Flachmoor)
- Naturschutzgebiet Rüssmatten, AG (Amphibienlaichgebiet)
- Naturschutzgebiet Aristauer Schachen, AG (Flachmoor)
- Naturschutzgebiet Halbmond, AG (Amphibienlaichgebiet)
- Naturschutzgebiet Heftihof, AG (Amphibienlaichgebiet)
- Naturschutzgebiet Friedgraben, AG (Amphibienlaichgebiet)
- Naturschutzgebiet Schnäggenmatten, AG (Amphibienlaichgebiet)
- Naturschutzgebiet Schnäggematte, AG (Flachmoor)
- Naturschutzgebiet Giriz Rottenschwil, AG (Flachmoor)
- Naturschutzgebiet Giriz, AG (Amphibienlaichgebiet)
- Naturschutzgebiet Stille Reuss, AG (Amphibienlaichgebiet)
- Naturschutzgebiet Stille Reuss, AG (Flachmoor)